# La Mixteca

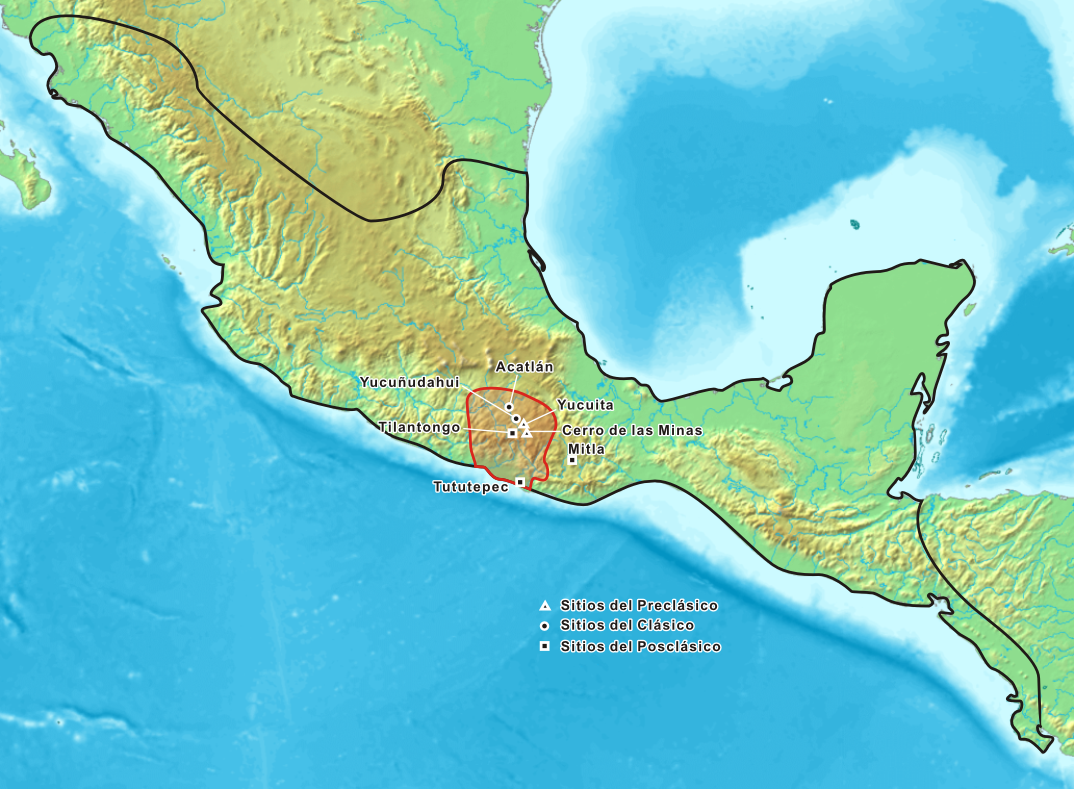
Répartition historique des Mixtèques dans la région Mixteca.

La Mixteca, ou la Mixtèque, est une zone culturelle, économique et politique du sud du Mexique, partagée entre les états de Puebla, Guerrero et Oaxaca. La région, qui s'étend sur 40 000 km², tient son unification de deux paramètres : d'une part, l'occupation historique par le peuple mixtèque, et d'autre part la convergence géographique de la Sierra Nevada et de la Sierra Madre del Sur.

## Géographie
La Mixteca est une zone de grands contrastes. Au nord, sa limite est dessinée par les deux chaînes de montagnes ; à l'est, par les gorges de Cuicatlán et la vallée de Oaxaca ; à l'ouest par la vallée de Morelos et le centre de Guerrero ; au sud par les côtes de l'océan Pacifique. À cause de la présence de grandes chaînes montagneuses, la région présente une topographie accidentée qui rend les communications difficiles avec le reste du pays.

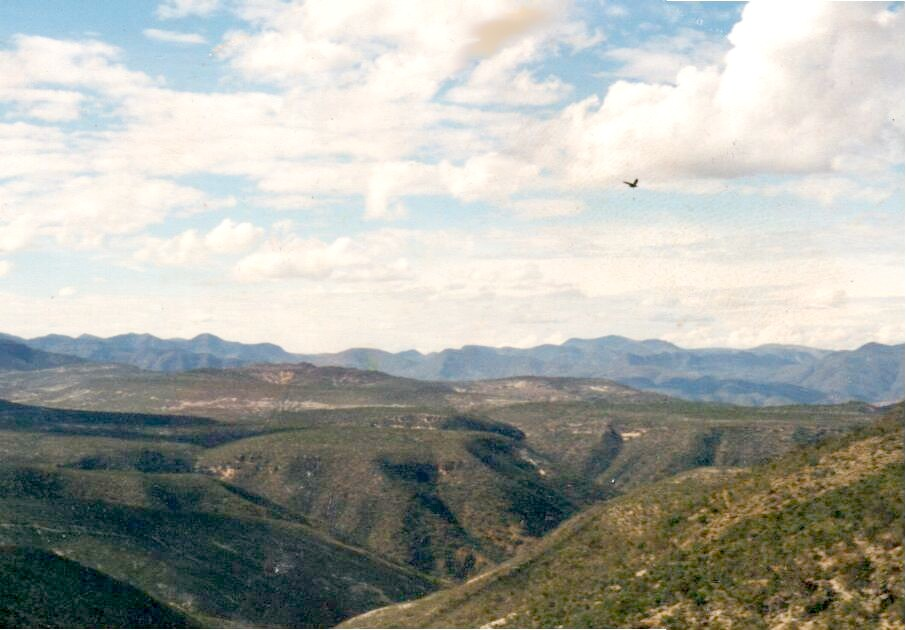
La Sierra Mixteca, près de Nativitas Monte Verde, dans l'État de Oaxaca

La région se divise traditionnellement en trois zones distinctes selon l'altitude :
- Mixteca Baja (Basse Mixtèque) : au nord-ouest de Oaxaca et au sud-ouest de Puebla ;
- Mixteca Alta (Haut Mixtèque) : nord-est de Guerrero et ouest de Oaxaca ;
- Mixteca de la Costa (Mixtèque de la Côte), ou Costa Chica : côtes pacifiques à l'est de Guerrero et à l'ouest de Oaxaca.

## Histoire
La région de Mixteca Alta était dans les années 1980 un paysage dévasté, une terre sèche, en érosion accélérée en raison d'un phénomène agronomique hérité des années 1970 : la production intensive du maïs sous engrais et pesticides. À cette époque, un jeune homme de 22 ans, Jesús León Santos, ne se résout pas à émigrer aux États-Unis et fait le pari de convertir les petits fermiers de la région aux techniques agricoles des indiens zapotèques. Il réhabilite le tequio — le travail collectif bénévole et obligatoire dans l'Amérique centrale précolombienne — plante des arbres pour retenir l'eau, réintroduit les terrasses et les plantes traditionnelles. Leon a reçu le prix Goldman pour l'environnement 2008 pour son action,,. Son syndicat compte 1 500 fermiers, un million d'arbres ont été plantés et les nappes phréatiques sont reconstituées. Le programme d'agriculture durable appliqué sur 5 000 ha a permis de passer de 30 % de terres arables à plus de 80 %, avec un gain de productivité de 50 %. Des milliers d'habitants ont retrouvé gagne-pain et dignité.